# Parafia św. Leona i św. Bonifacego w Gołdapi
Parafia św. Leona i św. Bonifacego w Gołdapi – rzymskokatolicka parafia leżąca w dekanacie Gołdap należącym do diecezji ełckiej.

## Proboszczowie
- ks. Józef Puciłowski (1946–1957)[1][2]
- ks. Jan Kąkol (1957–1964)[1]
- ks. Emilian Wójtach (1965–1975)[1]
- ks. Aleksander Smędzik (1975–1984)[1]
- ks. Mieczysław Kozik (1984–2009)[1]
- ks. kan. Czesław Król (2009–2020)[1]
- ks. kan. Albert Interewicz (od 2020)[2]